# Leones Africanos
La expresión Leones Africanos se refiere a un grupo de países africanos que están experimentando un claro dinamismo económico y parecen destinados a convertirse en motores del desarrollo del continente africano. Fue teorizado, entre otros, por Acha Leke (y su equipo), de la firma McKinsey en Lagos.  
Es una expresión equivalente a los tigres asiáticos y los cuatro dragones asiáticos que son países del este y el sudeste asiático cuya economía presenta un gran dinamismo posicionándolos como líderes de la región (detrás de China y Japón).

## Composición
La lista de los Leones Africanos es variable, pero generalmente incluye a Sudáfrica, Nigeria, Marruecos y Túnez, a los que se suelen sumar Egipto, Argelia (que representan cada uno entre el 10% y 14% del PIB de África) y Angola. Los Leones Africanos representan aproximadamente el 65% del PIB de África.
Nuevos países emergentes en África como  Etiopía, Kenia o Ghana podrían pasar a formar parte de esta lista en un futuro próximo.